# Abbaye Saint-Père-en-Vallée
Pour les articles homonymes, voir Saint-Père.
L'abbaye de Saint-Père-en-Vallée  (Monasterium S. Petri Carnotensis - il faut comprendre « Saint-Pierre » et non « Saint Père »), est une abbaye bénédictine, fondée (ou dotée) au milieu du VIIe siècle par la reine Bathilde, à l'origine hors des murs de Chartres. Elle appartint à la congrégation de Saint-Maur à partir de 1650.

## Histoire
Dans les années 840, les moines eurent un conflit violent avec l'évêque de Chartres Hélie et s'exilèrent à Saint-Germain d'Auxerre. L'abbaye fut ensuite ruinée à deux reprises par des Normands venus attaquer Chartres (une première fois en 858, une seconde fois par Rollon en 911), puis fut restaurée vers 930 par l'évêque Haganon qui la dota de fortifications dont subsiste une tour carrée servant actuellement de clocher.
Rainfroy, successeur d'Haganon, accorda au monastère des dotations et privilèges et en fit définitivement un établissement bénédictin (954), qui exista ensuite jusqu'à la Révolution. Dans le second quart du XIe siècle, l'abbé Landry fit construire l'enceinte d'un « Bourg Saint-Père » distinct de la ville de Chartres.
À la fin du XIIe siècle, il fut englobé dans l'enceinte de Chartres. Au XVIIe siècle, l'abbaye avait sous sa tutelle 24 prieurés et 80 cures des diocèses de Chartres, Orléans, Évreux, Rouen, Sées et Coutances. En 1650, l'abbaye adhéra à la congrégation de Saint-Maur. Les bâtiments conventuels furent reconstruits au début du XVIIIe siècle, mais en 1789 il ne restait que huit moines, alors que le revenu de l'abbaye était évalué à 23 000 livres.

L'abbaye Saint-Père-en-Vallée au XVIIe siècle
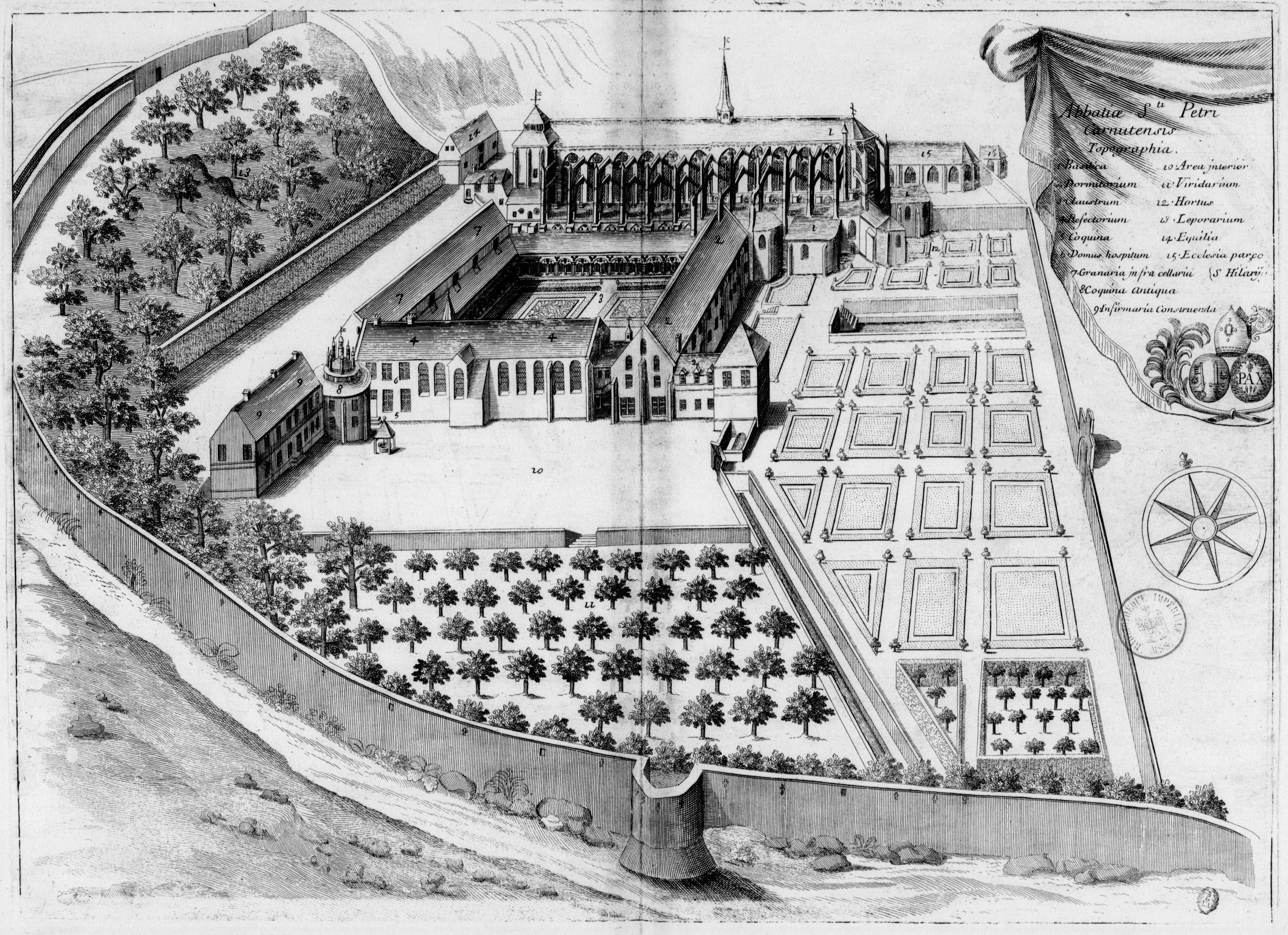
L'abbaye Saint-Père de Chartres dans Monasticon Gallicanum, 1682.
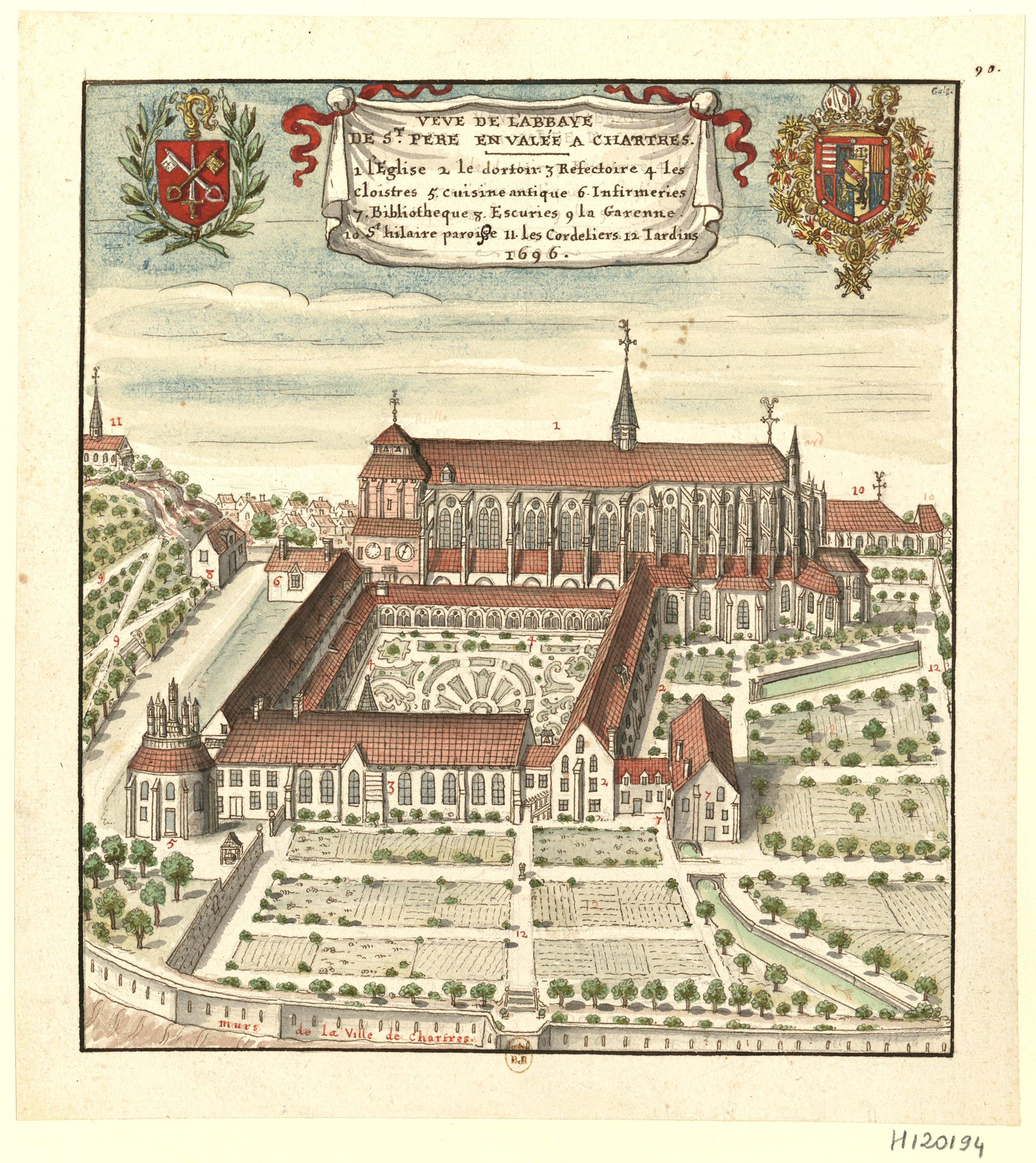
L'abbaye Saint-Père-en-Vallée par Louis Boudan, 1696.
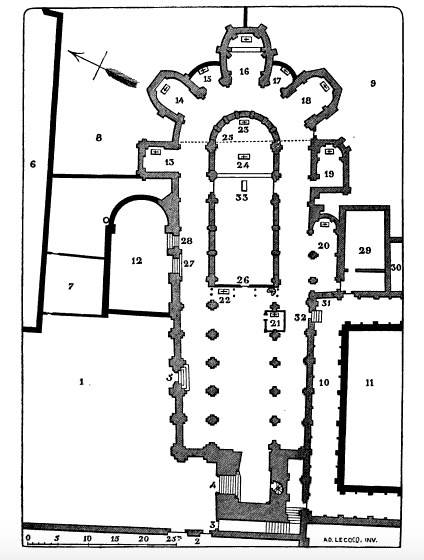
Plan de l’église abbatiale Saint-Père-en-Vallée et de ses abords, en 1700.

L'ancienne église abbatiale (XIIe – XIIIe siècle), essentiellement de style gothique, est devenue en 1803 l'église paroissiale Saint-Pierre.

### Liste des abbés
- Alveus ou Auvé (d'abord chanoine, qualifié de presbiter et archiclavus dans une charte de 940 ; envoyé par l'évêque Rainfroy à Saint-Benoît-sur-Loire et revenu trois ans après avec douze moines ; sacré abbé par Rainfroy ; mort avant 954, du vivant de Rainfroy) ;
- Arembert (mis à la tête de la communauté par l'évêque Hardouin, frère et successeur de Rainfroy) ;
- Widbert ou Guibert (sacré par l'évêque Vulfard, successeur d'Hardouin ; auteur d'une Passion de saint Éman) ;
- Gislebert (était abbé en 984 ; mort le 15 janvier 1002) ;
- Magénard (imposé sans aucune élection, avant même la mort de son prédécesseur, par le comte Thibaut II de Blois ; fuite temporaire des moines vers l'abbaye Saint-Pierre de Lagny, dirigée par Herbert, un ancien de Saint-Père-en-Vallée, puis réconciliation deux ou trois ans après ; mort le 29 mars 1022) ;
- Arnoul (mort le 8 mars 1031 ou 1033) ;
- Landry (mort le 14 mars 1067 ou 1069) ;
- Hubert (chassé, puis rappelé en 1075, puis rechassé en 1078 ; mort au prieuré de Brezolles) ;
- Eustache (nommé en 1079, démissionnaire en 1101, mort le 2 mai 1102) ;
- Guillaume Ier (mort le 22 décembre 1129 ou 1130) ;
- Udon, Odon ou Eudes (mort le 16 septembre 1150) ;
- Foucher (mort le 17 mai 1171 ;
- Étienne Ier (mort le 22 ou le 26 avril 1193) ;
- Ernald ou Ernaud (mort le 25 juillet 1198) ;
- Guy Ier (mort le 8 août 1231) ;
- Gilon (mort le 18 mai 1254) ;
- Guy II, dit Cou-Rouge (mort le 21 juin 1272) ;
- Barthélemy Filesac (démissionnaire en 1293 ; mort le 3 septembre 1309) ;
- Michel (mort en 1295) ;
- Vincent Gastelier (élu en 1296, mort en 1299) ;
- Hervé (mort le 21 mars 1306) ;
- Jean Ier de Mante (mort en 1310) ;
- Philippe Ier de Cereis (mort en 1329) ;
- Nicolas de Brou (mort le 17 juillet 1341) ;
- Pierre Ier, dit à la Plommée (mort le 11 novembre 1349) ;
- Guillaume II Desjardins (mort le 14 ou le 24 août 1394) ;
- Étienne II Le Baillif (mort le 26 avril 1416) ;
- Pierre II Chouart (mort le 5 juillet 1429) ;
- Jean II Jourdain (démissionnaire en 1464, mort le 14 mai 1465) ;
- Jean III Pinart (mort le 13 janvier 1480) ;
- Philippe II de La Chapelle (abbé commendataire, démissionnaire en 1491) ;
- Germain de Ganay (abbé commendataire, évêque de Cahors en 1510, d'Orléans en 1514 ; mort le 8 mars 1520) ;
- François de Brilhac (mort le 4 avril 1540) ;
- Charles de Hémard de Denonville (abbé commendataire ; évêque de Mâcon, cardinal ; mort le 23 août 1540) ;
- Pierre de Brisay (abbé commendataire ; neveu du précédent par sa mère ; converti au protestantisme, abandonne l'abbaye en 1571, se marie en 1575 avec Jacqueline d'Orléans-Longueville ; mort le 1er juin 1582) ;
- Jean IV Helvys ou Héluye (abbé commendataire, nommé à la place du précédent, démissionnaire en 1582) ;
- Claude d'Aumale (abbé commendataire, ligueur, tué à Saint-Denis le 4 janvier 1591) ;
- Philippe III Hurault de Cheverny (abbé commendataire nommé le 31 janvier 1595 à quinze ans, fils du chancelier de France, évêque de Chartres en 1599 ; mort le 27 mai 1620) ;
- Henri Hurault de Cheverny (abbé commendataire, neveu du précédent, résigne en 1625) ;
- Philippe IV Hurault de Cheverny (abbé commendataire, frère du précédent, résigne en 1635) ;
- Louis Ier Barbier de La Rivière (abbé commendataire, évêque de Langres en 1655, mort le 30 janvier 1670 ; sous son abbatiat, en 1650, adhésion à la congrégation de Saint-Maur) ;
- Raymond Bérenger de Lorraine-Harcourt (abbé commendataire ; fils d'Henri de Lorraine-Harcourt, dit Cadet la Perle ; mort en 1686) ;
- Philippe V de Lorraine-Harcourt (abbé commendataire ; frère du précédent ; c'est le fameux « chevalier de Lorraine », amant de Philippe d'Orléans ; mort le 7 décembre 1702) ;
- Louis II de Thésut (mort en octobre 1730) ;
- Louis-François Lopis de La Fare (mort en 1762) ;
- Joseph-Alphonse de Véri.

Dans l'Almanach royal, le nom de J.-A. de Véri apparaît sur la liste des abbés commendataires jusqu'en 1781 inclusivement. Ensuite le titre d'abbé de Saint-Père est supprimé.

### Cartulaire
Le cartulaire de l'abbaye a été conservé. Tel qu'édité en 1840, il est composé de trois parties : une première, appelée Vetus Hagano ou Cartulaire d'Haganon, a été constituée par le moine Paul, trésorier de l'abbaye à la fin du XIe siècle ; une seconde, appelée Codex argenteus ou Cartulaire d'argent (ainsi nommé d'après sa couverture d'argent), a été composée vers l'an 1200 ; une troisième est constituée par le travail de dom Muley, un bénédictin de Saint-Crépin de Soissons envoyé en 1772 mettre de l'ordre dans les archives de l'abbaye Saint-Père.
- Ce cartulaire a été édité en 1840, en deux volumes, par Benjamin Edme Charles Guérard (Collection des cartulaires de France, t. I, Paris, Impr. de Crapelet).
- En 2014, la Société archéologique d'Eure-et-Loir en a publié (en 400 exemplaires) une traduction richement illustrée[2].

### Manuscrits
Jusqu'au terrible incendie de 1944, provoqué par un bombardement, la bibliothèque municipale de Chartres possédait l'une des plus belles collections de manuscrits anciens en France : 1 687 manuscrits, dont 500 environ antérieurs à 1500.

Sur ce chiffre, 138 venaient de l'ancienne bibliothèque de l'abbaye Saint-Père. L'un d'entre eux (Ms. 65) contenait d'ailleurs un catalogue des livres de cette bibliothèque datant du XIe siècle, mentionnant 94 livres (chiffre considérable pour l'époque). Parmi les trésors perdus dans l'incendie de 1944, on peut citer le Liber comitis de Saint-Père (Ms. 24), réalisé vers l'an 820, à Saint-Martin de Tours, par Audrad le Petit.

## Aujourd'hui
Des bâtiments conventuels, il reste un bâtiment du XVIIIe siècle renfermant deux salles voûtées superposées du XIIe siècle, qui est aujourd'hui une annexe du lycée Marceau. L'édifice est pour partie classé, pour partie inscrit au titre de monument historique.